# Afrodita ajupida de Rodes
L'Afrodita ajupida de Rodes, també coneguda com a Afrodita de Rodes (en grec: Αφροδίτη της Ρόδου) és una escultura de marbre de la dea grega Afrodita, que es troba al Museu Arqueològic de Rodas, Grècia. Representa la dea ajupida, en la qual abaixa el genoll dret prop del sòl i gira el cap cap a la dreta. Hui es considera un dels emblemes més importants de Rodes.(1)

## Història
Va ser una troballa accidental, desenterrada el 1923 al jardí de la vil·la del governador de Rodes, quan l'illa encara estava sota control italià després de l'annexió per Itàlia de les illes del Dodecanés a l'Imperi otomà el 1912.

## Descripció
Les Afrodites ajupides es feren servir a partir de l'època hel·lenística per a adornar les cases dels més rics.
Aquest tipus d'estàtues deriva d'un original grec perdut del segle III abans de la nostra era, que es va atribuir a un escultor anomenat Dedalses de Bitínia (una regió del nord-oest d'Anatòlia). Normalment, una Afrodita ajupida mostrava la dea agenollada després de banyar-se, mirant a la dreta després d'alarmar-se, i intentant ocultar la nuesa amb les mans. L'Afrodita de Rodes mostra una variació única, en la qual la dea, en lloc d'intentar amagar-se amb pudor, s'aixeca els cabells amb els dits per a eixugar-los, i mira cap a l'espectador mostrant obertament els seus pits.
És una escultura menuda i elegant, mostra representativa del ritme lleuger, que va florir al final de l'època hel·lenística i que se sol denominar "rococó hel·lenístic". L'Afrodita de Rodes es conserva intacta, amb una superfície molt polida, que fa l'efecte de porcellana. D'acord amb l'estil de l'època, no es mostren pas massa detalls anatòmics.
Construïda al voltant del segle ii o I ae, l'estàtua de marbre fa 49 cm d'alçada (aproximadament la meitat de la grandària natural), amb una base addicional de 12 cm (61 cm en total). La base, tot i antiga, probablement no pertanyia a aquesta escultura, i el marbre blanc cristal·lí devia procedir de l'illa de Paros. L'estàtua està gairebé intacta, tret d'algunes osques als flocs dels cabells de la part de darrere, i algunes abrasions als dits, especialment en els del peu esquerre. Aquesta figura finament creada fou tallada d'una sola peça de marbre.